# أصدقاء مع الأطفال (فلم)
أصدقاء مع الأطفال (بالإنجليزية: Friends with Kids) هو فيلم كوميدي أُصدر في الولايات المتحدة سنة 2011. وطاقم العمل تقريبا نفس طاقم bridesmaids والبعض يقول أنه جزء ثاني له ولكن مع بعض التغيير.

## طاقم التمثيل
- جون هام
- كريستين ويج
- مايا رودولف
- ميغان فوكس

## الميزانية والإيرادات
بلغت تكلفة إنتاج الفيلم حوالي أقل من 10 ملايين دولار بينما حقق أرباحا تقدر بـ 12,186,625 دولار.

## روابط خارجية
- مقالات تستعمل روابط فنية بلا صلة مع ويكي بيانات